# Октябрьская железная дорога
Октя́брьская желе́зная доро́га (ОЖД, иногда ОктЖД) (до 1923 года — Николаевская железная дорога) — один из 16 территориальных филиалов холдинга ОАО «Российские железные дороги», занимающийся эксплуатацией железнодорожной инфраструктуры северо-западных областей России (кроме Калининградской области), в том числе линии, объединяющей Санкт-Петербург и Москву. Управление находится в Санкт-Петербурге, от него же отсчитываются все расстояния в пределах дороги (на всех остальных территориях РЖД — от Москвы). В состав дороги входит инфраструктура до Ленинградского вокзала Москвы, в том числе проходящая непосредственно по территории Москвы и Московской области. Участок Октябрьской железной дороги Санкт-Петербург — Павловск занесён в список Всемирного наследия ЮНЕСКО (объект № 540-034c).

## Название
27 февраля 1923 года приказом № 1313 наркома путей сообщения Ф. Э. Дзержинского в ознаменование Октябрьской революции Николаевская железная дорога была переименована в Октябрьскую.

## Предыстория
30 октября 1837 года была запущена Царскосельская железная дорога: Царскосельский вокзал Санкт-Петербурга — Царское Село — Павловск, протяжённостью 27,5 км, шириной колеи 1829 мм. Чтобы общественность в полной мере убедилась в преимуществе передвижения по железной дороге, была продемонстрирована на то время невероятная скорость: от Царского Села до столицы поезд шёл всего 27 минут со средней скоростью 51 км/ч. В этом рейсе поездом управлял автор проекта и руководитель строительства — чешский инженер Ф. А. Герстнер.
Паровозная тяга, вместо конной, на всём протяжении дороги была введена весной 1838 года. Время следования составляло 42 минуты при средней скорости 32,8 км/ч. В первый период движение поездов осуществлялось с помощью шести паровозов, в честь первой годовщины открытия дороги каждый из них получил персональное имя: «Проворный», «Стрела», «Лев», «Орел», «Богатырь», «Слон». К 1860-м годам скорость движения была увеличена до 42,7 км/час.
15 сентября 1841 года императору Николаю I был представлен проект железной дороги между Петербургом и Москвой, составленный профессорами Института корпуса инженеров путей сообщения П. П. Мельниковым и Н. О. Крафтом, побывавшими в командировке в Северо-Американских Соединённых Штатах с целью перенятия опыта строительства и эксплуатации железных дорог. Проектируемая дорога по протяжённости значительно превосходила все существовавшие за рубежом магистрали. С учётом разъездов и станционных веток составила 652 км. Петербурго — Московская дорога сразу строилась двухколейной, предполагалось, что поезда на паровой тяге будут развивать скорость движения 37,4 км/ч.
1 (13) февраля 1842 года императором Николаем I подписан Указ о строительстве железной дороги между Санкт-Петербургом и Москвой. Работы по строительству этой железной дороги были начаты в мае 1843 года, одновременно с двух сторон — от Санкт-Петербурга и от Москвы.
16 августа 1851 года — по построенной двухпутной Петербурго-Московской железной дороге от Николаевского вокзала Санкт-Петербурга до Николаевского вокзала Москвы прошли первые поезда, перевозившие по два батальона лейб-гвардии Преображенского и Семёновского полков. Спустя три дня проследовал императорский поезд. Железная дорога имела протяжённость 649,7 км. Принятая ширина колеи 1524 мм стала общегосударственной колеёй для всех железных дорог Российской империи, а затем и СССР (до 1970-х годов). В пределах магистрали было построено 184 моста, 19 путепроводов, проложено 69 каменных и чугунных труб. К моменту открытия дороги Александровским механическим заводом было построено 121 грузовых и 43 пассажирских паровоза и более 2500 вагонов и платформ. 1 ноября 1851 года открылось регулярное движение на Петербурго-Московской железной дороге. Первый поезд находился в пути 21 час 45 минут.
В 1853 году началось движение на линии Варшавский вокзал Санкт-Петербурга — Гатчина Варшавская (44,6 км) Петербурго-Варшавской ж. д. Это была первая в России двухпутная железная дорога с левосторонним движением, которое было изменено на правостороннее лишь в конце 1940-х годов. До 1940 года эта железная дорога входила в Северо-Западные железные дороги, после в Ленинградскую железную дорогу.
8 сентября 1855 года Петербурго-Московская железная дорога получила название «Николаевская железная дорога» в память об императоре Николае I.
21 июля 1857 года состоялось торжественное открытие Петергофской железной дороги между Петергофским вокзалом Санкт-Петербурга и Петергофом, строительство которой началось в 1853 году.
15 декабря 1862 года на Петербурго-Варшавской железной дороге открыто регулярное движение поездов до Варшавы.
11 сентября 1870 года введена в строй первая железная дорога в северном направлении Санкт-Петербург — Рийхимяки (Финляндская железная дорога). Она строилась и эксплуатировалась Дирекцией Финляндских железных дорог.
22 октября 1870 года открыта Балтийская железная дорога, соединившая Николаевскую железную дорогу с морскими портами на Балтийском море.
2 ноября 1871 года открыта Приморская железная дорога. В 1875 году ветвь была передана в управление обществу Сестрорецкой железной дороги.
В 1897 году Царскосельская железная дорога была включена в состав частной Московско-Виндаво-Рыбинской железной дороги и была перешита на «русскую колею 1524 мм». Общество Московско-Виндаво-Рыбинской железной дороги выкупило Царскосельскую дорогу 2 января 1900 года и начало строительство продолжения Царскосельского участка на юг, по направлению к Витебску.
1 января 1906 года началось регулярное движение поездов по линии Обухово — Вологда — Вятка. Новая магистраль открыла путь прямым железнодорожным перевозкам от Санкт-Петербурга до Владивостока.
1 января 1907 года Петербурго-Варшавская, Балтийская и Псково-Рижская железные дороги объединены в Северо-Западные железные дороги. Эксплуатационная длина линии составила 2716,58 км.
В 1911—1912 годах построено здание Московско-Виндаво-Рыбинской железной дороги. Архитектор А. А. Гречанников. Стиль Русский неоклассицизм. Ныне в здании располагается Управление Октябрьской железной дороги.
В конце 1915 года открыто пробное сообщение по Олонецкой железной дороге (линия Званка — Петрозаводск).
3 ноября 1916 года закончилось сооружение Мурманской железной дороги, самого северного в мире железнодорожного пути.
1 апреля 1917 года к Мурманской железной дороге присоединена переданная в руки государства Олонецкая железная дорога.
В июле 1920 года Петроградская сеть Московско-Виндаво-Рыбинской железной дороги присоединена к Северо-Западным железным дорогам.
12 октября 1920 года состоялся экспериментальный рейс аккумуляторного электропоезда инженера И. И. Махонина из Петрограда в Москву. Поезд прошёл расстояние за 12 часов со средней скоростью 60 вёрст в час.

## История
27 февраля 1923 года приказом № 1313 наркома путей сообщения Ф. Э. Дзержинского Николаевская железная дорога переименована в Октябрьскую железную дорогу.
20 августа 1929 года с Октябрьской дорогой объединены Северо-Западные железные дороги. Основные магистрали: Ленинград — Москва, Ленинград — Псков, Ленинград — Нарва слились в единое Управление Октябрьских железных дорог (с 1936 года — Управление Октябрьской железной дороги).
9 июня 1931 года был пущен первый советский экспресс «Красная стрела». Он покрыл расстояние между Ленинградом и Москвой за рекордно короткий срок — 10 часов.
В 1933 году электрифицирован первый участок Октябрьской железной дороги на протяжении от Ленинграда до Ораниенбаума.
7 ноября 1935 года открылась первая очередь электрифицированного участка Кандалакша — Апатиты. Четырьмя годами позднее контактный провод был продлён до Мурманска.
1939 год — отмена пассажирского движения на линии Маткаселькя — Вяртсиля (впоследствии не восстанавливалось).
В 1940 году изменены границы Октябрьской и Кировской железных дорог, в которые включены участки, отошедшие от Финляндии в результате окончания Советско-Финской войны. Постановлением СНК из части Октябрьской железной дороги организована Ленинградская железная дорога.
В октябре 1941 — апреле 1943 годов действовала легендарная «Дорога жизни» с её железнодорожным участком Ленинград-Финляндский — Ладожское Озеро.
7 февраля 1943 года в блокадный Ленинград прибыл первый поезд с Большой земли. Это стало возможным благодаря прорыву блокады Ленинграда 18 января 1943 года и строительству на южном берегу Ладожского Озера железнодорожной линии между Шлиссельбургом и Синявино. По дороге общей протяжённостью 8—10 км было открыто регулярное железнодорожное сообщение Ленинграда с Большой землёй. Получившая название Дорога Победы работала до 10 марта 1944 года, по ней было проведено 5440 поездов.
В 1944 году возобновлено движение на главном ходу Ленинград — Москва. 23 февраля прошли первые грузовые поезда, 20 марта вновь начал курсировать поезд «Красная стрела».
27 августа 1948 года состоялось открытие Ленинградской детской железной дороги — «Малая Октябрьская». Её протяжённость составляла более 8 км с тремя станциями: «Кировская», «Зоопарк» и «Озёрная».
1950 год на Октябрьской дороге закончено восстановление разрушенных в ходе войны свыше 3,5 тыс. км путей, более 300 вокзалов и 1126 зданий, 240 мостов, свыше 6,3 тыс. км линий связи.
В 1953 году Октябрьской железной дороге передана Ленинградская железная дорога, пути которой входили до 1929 года в Северо-Западные железные дороги, в составе которых находились бывшая частная Московско-Виндаво-Рыбинская железная дорога (современное Ленинград — Витебское направление), а также линии Ленинград — Варшавского и Ленинград — Балтийского направлений.
1 августа 1955 года присоединено Медведевское отделение Калининской железной дороги. В июле 1959 года Кировская железная дорога и Октябрьская железная дорога были объединены в Октябрьскую железную дорогу с управлением в Ленинграде.
9 мая 1961 год — Ржевское и Великолукское отделение Калининской железной дороги присоединены к Октябрьской железной дороге. Общая протяжённость Октябрьской магистрали составила 8 тыс. км.
В 1962 году линия Ленинград — Москва переведена на электротягу (планировалось к 1 ноября 1960).
В 1965 году впервые вышел на линию дневной экспресс «Аврора», маршрутная скорость которого составила 130 км/час. В итоге только за 1958—1963 годы скорость движения пассажирских поездов возросла с 72,3 до 130,4 км/час, а в марте 1966 г. на электровозе ЧС2м-565 была достигнута скорость 200 км/час.
В 1966 году Указом Президиума Верховного Совета СССР дорога награждена орденом Ленина.
27 сентября 1967 года введена в эксплуатацию система автоматического планирования поездной и грузовой работы на станции Ленинград-Сортировочный-Московский.
В 1973 году завершена электрификация участка Кандалакша — Лоухи на постоянном токе.
В начале 1980-х разобран участок Элисенваара — Куконхарью.
В 1984 году в Центральном железнодорожном бюро Ленинграда введён в эксплуатацию комплекс автоматизированной продажи билетов «Экспресс-2».
1 марта 1984 года состоялся первый рейс высокоскоростного электропоезда ЭР-200 из Ленинграда в Москву.
1991 год — закрыт участок Элисенваара — Сювяоро.
В 1988—1997 годах линия Лоухи — Кемь — Беломорск — Идель электрифицирована переменным током, в депо Кемь пришли первые электровозы.
В 1994 году этим же током электрифицирован участок Беломорск — Сумский Посад.
В 1994 году Ленинград-Московское и Ленинград-Финляндское отделения объединены в Санкт-Петербургское отделение.
22 ноября 1995 года «Комплексную реконструкцию линии Санкт-Петербург — Москва под скорости движения пассажирских поездов до 200 км/час выполнить в приоритетном порядке» — постановление Коллегии МПС РФ.
В 1996 году ликвидированы Бологовское, Ржевское и Псковское отделения.
В 1999 году на средства Октябрьской железной дороги при поддержке МПС восстановлена Петропавловская церковь на ст. Любань, место захоронения первого министра путей сообщения П. П. Мельникова.
29 декабря 2000 года открыто крупнейшее в Европе Моторвагонное депо Санкт-Петербург — Московское (ТЧ-10), оснащённое современным оборудованием для обслуживания скоростных поездов и моторвагонного подвижного состава.
2001 год — завершение реконструкции главного хода Санкт-Петербург — Москва, что позволило сократить время прохождения скоростных поездов на данном участке. В том же году участок Мурманск — Лоухи (вместе с ответвлением Оленегорск — Мончегорск) переведён с постоянного тока на переменный.
2003 год — реконструкция объектов Санкт-Петербургского узла к 300-летию города, открытие Ладожского вокзала в Санкт-Петербурге, современного пассажирского терминала, объединяющего под одной крышей все виды городского транспорта. Осуществлена электрификация участка Сумский Посад — Маленга (74 км), являющегося стыковым с Северной железной дорогой.
1 октября 2003 года Октябрьская железная дорога стала филиалом ОАО «Российские железные дороги».
2004 год — закрытие пассажирского движения на линии Попово — Высоцк.
22 декабря 2005 года завершена электрификация участка Идель — Свирь Октябрьской железной дороги. Таким образом линия Санкт-Петербург — Мурманск была полностью переведена на электрическую тягу. Участок Идель — Свирь, протяжённостью 435 км, является составной частью Северного хода Октябрьской магистрали, обеспечивающей связи промышленных центров Северо-Запада — Мурманска, Карелии, Архангельска и Республики Коми с другими регионами России.
К 2008 году окончательно демонтирован Веребьинский обход из-за ввода в эксплуатацию спрямлённого участка.
20 июня 2008 года закончена реконструкция станции Свирь в Подпорожском районе Ленинградской области. Было затрачено около 5 млрд рублей. Реконструкция станции Свирь производилась в рамках целевой программы «Основные направления развития и повышения эффективности работы дороги на 2000—2005 годы». Для беспрепятственного пропуска грузопотока на Северное направление программой были предусмотрены работы по последовательной электрификации северного направления железной дороги, включая перевод на переменный ток участка Лоухи — Мурманск, электрификацию участка Лоухи — Беломорск — Медвежья Гора и Маленга — Беломорск на переменном токе, а также Волховстрой — Свирь на постоянном токе с выполнением работ по реконструкции станции Свирь как станции стыкования родов тока. Станция Свирь также является начальной станцией для гарантийного участка обслуживания вагонов: на Бологое, Пыталово, Печоры Псковские, Салу, Новгород, Великие Луки, Санкт-Петербургский железнодорожный узел, Кемь, Костомукшу и Лосту (СЖД).
1 апреля 2009 года окончательно закрыто пассажирское движение на линии Выборг — Вещево.
С лета 2009 года отменено пассажирское движение на участках Калище — Веймарн, Котлы — Усть-Луга (в ноябре и декабре 2015 года пассажирское движение на этом участке восстанавливалось до ст. Косколово; впоследствии было отменено из-за низкого пассажиропотока).
17 декабря 2009 года состоялся первый рейс высокоскоростного поезда «Сапсан».
21 октября 2010 года президент РЖД подписал указ о ликвидации отделений Октябрьской железной дороги с 29 декабря 2010 года. Этим же приказом создана Октябрьская дирекция инфраструктуры Октябрьской железной дороги.
12 декабря 2010 года состоялся первый рейс высокоскоростного поезда «Allegro».
С 11 января 2011 года прекращено движение пассажирских поездов на линии Лебяжье — Краснофлотск.
12 июля 2011 год — открытие нового участка Малой Октябрьской железной дороги от Петербурга до Пушкина.
В 2013 году отменено пассажирское движение на линии Торжок — Кувшиново.
В ноябре 2013 года прекращено пассажирское движение на линии Дорошиха — Васильевский Мох.
В 2014 году окончательно отменено пригородное пассажирское сообщение на линиях Невель — Алеща, Псков — Печоры-Псковские (на участке ходит «Ласточка» Санкт-Петербург — Печоры-Псковские), Каменногорск — Светогорск.
1 июня 2020 года в результате размыва грунта вокруг опор моста через Колу 1930 года постройки произошло их смещение и обрушение пролётных строений. Поскольку мост был единственным для пропуска поездов, то отрезанными от сети железных дорог России оказались ветка на Мурманск и ветка на Никель. От разрыва железнодорожного сообщения ущерб понесли Мурманский морской торговый порт (перевалка до 23 млн тонн в год (2019)), Военно-морской флот, базирующийся на побережье Баренцева моря и горнодобывающие предприятия на западе области. Восстановить железнодорожное сообщение удалось 18 июня по срочно достроенному обходному пути, открытие нового железнодорожного моста через Колу в прежнем месте состоялось 28 сентября 2020 года.

## Описание
Общая длина путей — 10378,4 км, развёрнутая длина путей — 13323,762 км.
Крупнейший узел — Санкт-Петербург, где находится Управление дороги.
Все участки Октябрьской железной дороги, за исключением участка Свирь — Мурманск и участка Бабаево — Кошта, электрифицированы постоянным током 3 кВ. Участок Свирь — Мурманск и Бабаево — Кошта электрифицированы переменным током 25 кВ.

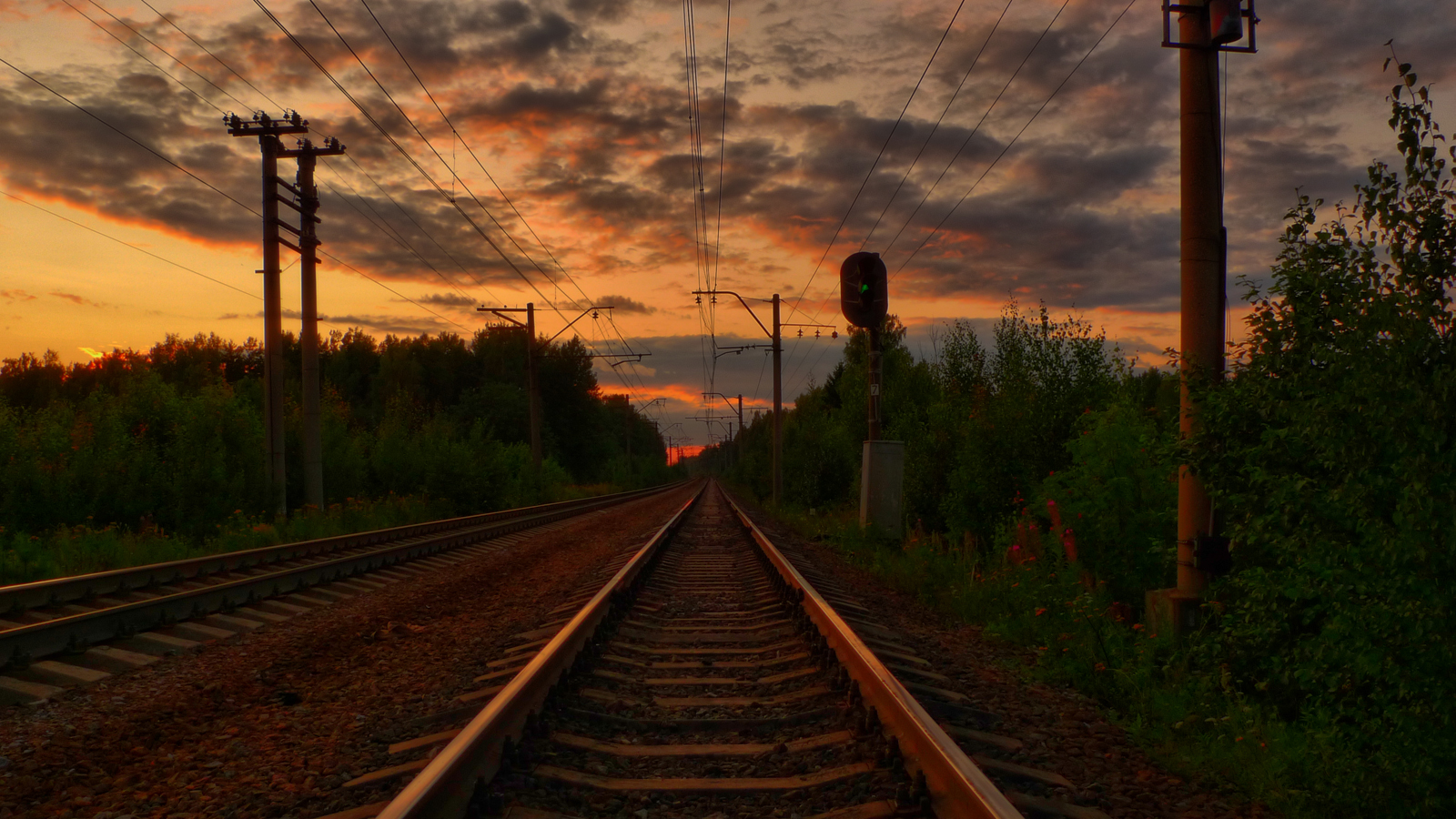
Перегон Токсово — Пери, Приозерское направление

Главным ходом Октябрьской железной дороги считается историческая Николаевская железная дорога.

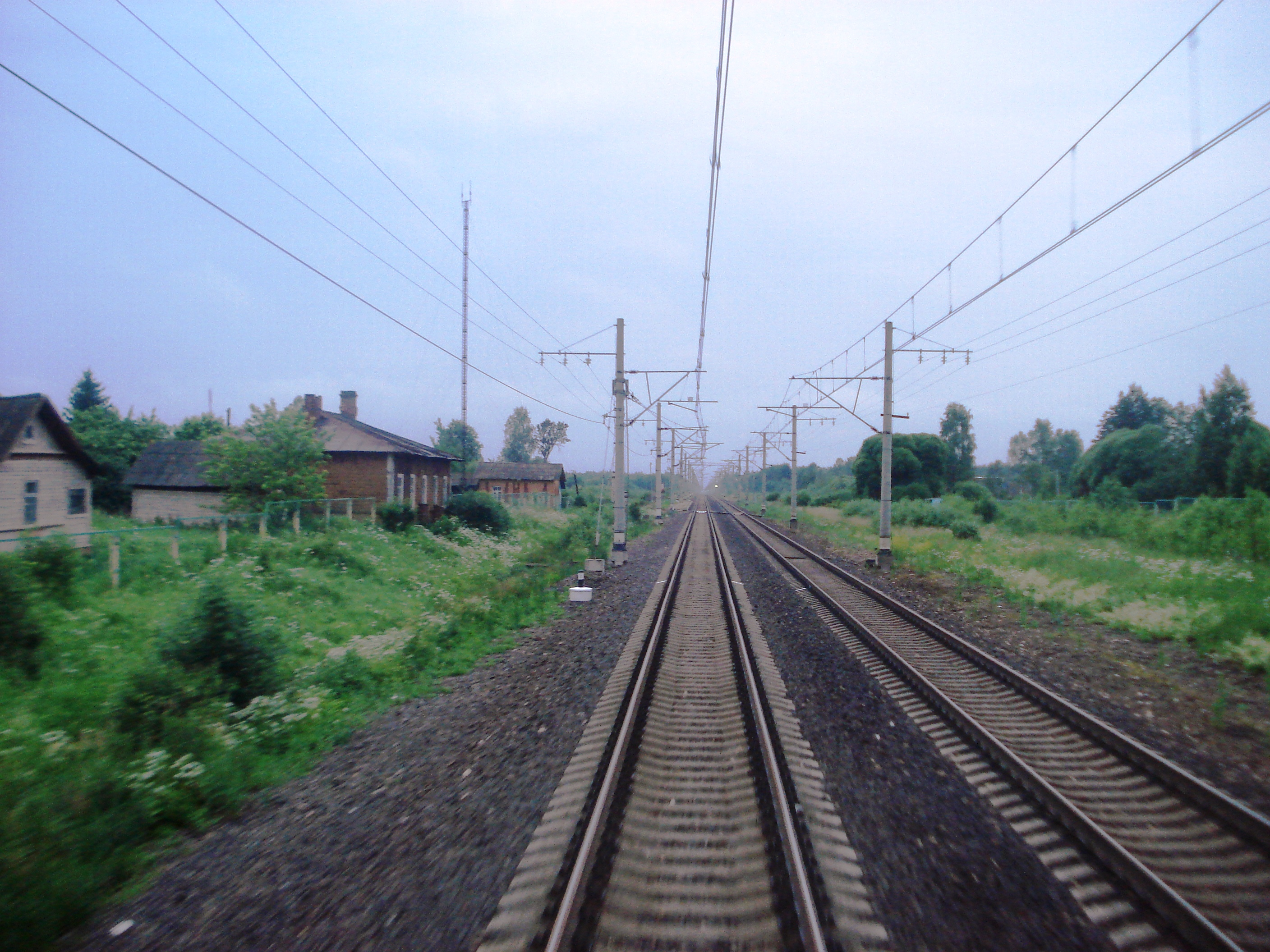
Перегон Малая Вишера — Бурга

Современная Октябрьская дорога простирается с севера на юг от Мурманска до Москвы (свыше 2 тыс. км). В транспортной системе Северо-Западного региона России на долю железной дороги приходится 75 % грузоперевозок и 40 % пассажирских перевозок. На 2009 год число работников Октябрьской железной дороги составило 69781 человек. На 2010 год в состав дороги входит 655 станций, 31 локомотивное и моторвагонное депо (включая ремонтные, эксплуатационные и оборотные), 24 вагонных депо (включая ремонтные и эксплуатационные), 39 дистанции пути, 23 дистанции сигнализации, централизации, блокировки и связи, 13 дистанций электрификации и энергоснабжения, 11 дистанций гражданских сооружений, водоснабжения и водоотведения, 3 дистанции погрузочно-разгрузочных работ.

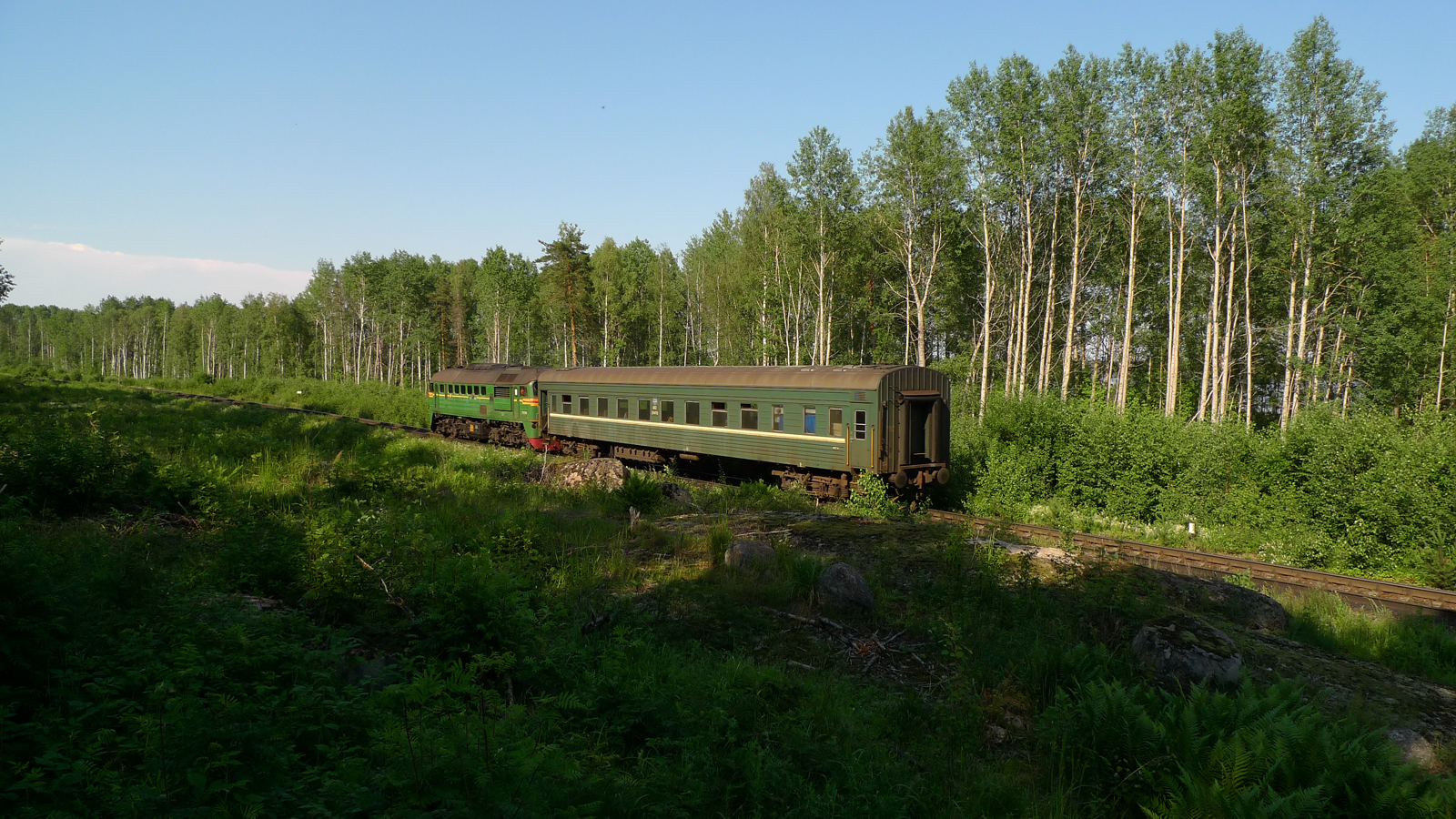
Пригородный поезд Выборг — Хийтола на перегоне Гвардейское — Возрождение (2009)

В связи с проводимыми реформами Российских железных дорог количество структурных подразделений и их названия могут меняться в обозримом будущем. Так, например, в 2008 году выведены из состава Октябрьской железной дороги Октябрьская дирекция связи (8 региональных центров связи) численностью 2702 человек, Октябрьская дирекция по ремонту пути «Путьрем» (11 путевых машинных станций, 2 опытные путевые машинные станции, 2 рельсосварочных завода и Лодейнопольский завод силикатных изделий) численностью 5098 человек, предприятия по производству материалов верхнего строения пути (Чудовский завод железобетонных шпал, Бологовский шпалопропиточный завод, Гавриловский, Медвежьегорский и Оленегорский щебёночные заводы) общей численностью 1058 человек. Итого выведено 8858 человек.
Начальник Октябрьской железной дороги: Голомолзин Виктор Георгиевич (с января 2020 года).
Октябрьская железная дорога проходит по территории одиннадцати субъектов РФ — Ленинградской, Псковской, Новгородской, Вологодской, Мурманской, Тверской, Московской, Ярославской областей, городов Москва и Санкт-Петербург, Республики Карелия.
Комбинированные железнодорожно-водные перевозки грузов (в том числе экспортно-импортные) осуществляются через Петербургский и Мурманский морские порты, порты Белого моря (Кандалакша, Витино, Кемь, Беломорск) и Беломорско-Балтийский канал (на линии Медвежьегорск — Беломорск).
Пригородные пассажирские перевозки на полигоне дороги осуществляются Северо-Западной и Московско-Тверской пригородными пассажирскими компаниями.
Главный ход — линия Санкт-Петербург — Москва с момента постройки и по сегодняшний день — одно из самых загруженных направлений в России. В 1980-е годы руководством СССР было принято решение об организации на нём скоростного движения. В результате путь из Санкт-Петербурга в Москву стал первой и единственной железной дорогой в СССР со скоростью движения более 200 км/ч.

## Показатели деятельности
В 2009 году Октябрьской железной дорогой было перевезено 218,3 млн тонн грузов, 181,6 млн человек (в дальнем сообщении — 22,1 млн, в пригородном сообщении — 159,5 млн человек).
В 2011 году количество пассажиров, перевезённых по инфраструктуре Октябрьской железной дороги, составило более 134 млн 183 тыс., что на 1,4 млн больше, чем по итогам 2010 года. Из них в пригородном сообщении перевезено свыше 118,6 млн пассажиров, в дальнем следовании — порядка 17 млн.

## Структура
В настоящее время функционируют 6 территориальных управлений:
- Московский регион;
- Санкт-Петербург — Витебский регион;
- Санкт-Петербургский регион;
- Петрозаводский регион;
- Мурманский регион;
- Волховстроевский регион.

До структурной реформы Октябрьская железная дорога имела шесть отделений (ликвидированы 31 декабря 2010 года на основании приказа ОАО «РЖД» № 160 от 21 октября 2010 года), которые были реструктуризованы в соответствующие регионы. До 1996 года в структуре дороги было 9 отделений: Московское, Бологовское, Санкт-Петербургское, Ленинград — Витебское, Псковское, Волховстроевское, Петрозаводское, Мурманское, Ржевское.
Структурными подразделениями дирекции инфраструктуры являются: 3 дистанции инфраструктуры, 7 эксплуатационных вагонных депо, 28 дистанций пути, 21 дистанция СЦБ. В локомотивное хозяйство дороги входят 16 депо.

## Высокоскоростное сообщение
Международный союз железных дорог определяет высокоскоростные железные дороги, как железнодорожные трассы, обеспечивающие движение скоростных поездов со скоростью не менее 200 км/ч для обычных модернизированных железнодорожных трасс и 250 км/ч или быстрее для специально построенных под высокие скорости трасс. По стандартам международного союза железных дорог в настоящий момент в России нет специально построенных под высокие скорости высокоскоростных железнодорожных магистралей (со скоростью свыше 250 км/ч). Однако по стандартам международного союза железных дорог Октябрьская железная дорога, соединяющая Москву с Санкт-Петербургом, является первой модернизированной высокоскоростного железнодорожной магистралью в России (со скоростью свыше 200 км/ч). Большую часть пути Москва — Санкт-Петербург поезда следуют с максимальной скоростью 200 км/ч; на участке Окуловка — Мстинский мост — до 250 км/ч, минимальное время в пути между двумя столицами составляет 3 ч 30 мин.

### Санкт-Петербург↔Москва
Между двумя мегаполисами курсируют скоростные поезда Сапсан — электропоезд Velaro RUS, построенный компанией Siemens по заказу РЖД специально для эксплуатации на данном направлении, а также Невский экспресс — скоростной поезд на локомотивной тяге (ЧС200 или ЭП20), время в пути — 4 ч 5 мин.
17 декабря 2009 в 19:00 электропоезд Сапсан (ЭВС2-04) отправился с пассажирами в первый коммерческий рейс из Москвы с Ленинградского вокзала и прибыл на Московский вокзал в Санкт-Петербурге в 22:45. Общее время в пути составило 3 часа 45 минут. Регулярное движение поездов между Москвой и Санкт-Петербургом началось 18 декабря 2009 года. Время в пути без остановок — 3 ч 30 мин, с остановками в Окуловке, Бологом, Вышнем Волочке и Твери — 4 ч 05 мин. Моторвагонное депо Санкт-Петербург — Московское (ТЧ-10) является базовым для организации технического обслуживания этих поездов, его реконструкция обошлась ОЖД более 2 млрд рублей.
С 1 марта 1984 до 20 февраля 2009 года на участке Москва — Санкт-Петербург курсировал электропоезд ЭР200. Он был построен в 2 экземплярах. Первый состав (постройки 1974 года) списан. Второй состав выведен из эксплуатации в связи с запуском проекта «Сапсан». В 2010 году отменён скоростной фирменный поезд № 159/160 Аврора, преодолевавший расстояние между городами за 5 ч 30 мин.

### Санкт-Петербург↔Хельсинки
В 2007 году время в пути между городами составляло минимум 5,5 часов, с запуском скоростного поезда это время сократилось до 3—3,5 часов (по России поезд следует полтора часа). Для реализации проекта было создано совместное предприятие РЖД и финской VR под названием Karelian Trains, в которое компании входят равными долями.
Для реализации проекта в 2003 году была достигнута договорённость между президентами России (Владимир Путин) и Финляндии (Тарья Халонен).
Инвестиции в проект в 2007 году составили 6 млрд рублей. Проект предусматривал модернизацию пути под скоростное движение, сооружение новой линии Лосево — Каменногорск и вывод грузовых поездов на Приозерское направление через пограничный пункт Светогорск.
В январе 2007 года был объявлен конкурс на поставку подвижного состава. В нём приняли участие пять компаний: Alstom, Siemens AG, Bombardier, Talgo и CAF. 5 сентября 2007 года был подписан контракт на поставку четырёх скоростных поездов производства французской фирмы Alstom, он предусматривает поставку 4 скоростных составов семейства Пендолино, а также опцион на поставку ещё двух составов. Сумма договора — 120 миллионов евро (130—140 млн долларов). Составы изготовлены в 2009 году на заводе в итальянском городе Савильяно. Состав состоит из 7 вагонов и может перевозить 352 пассажира в двухклассной компоновке. Скорость состава достигает 220 км/ч.
С 12 декабря 2010 года запущено скоростное сообщение с использованием электропоездов Alstom sm6 (Allegro), улучшенной версии ETR-460 Pendolino. C 29 мая 2011 года количество пар поездов увеличено с двух до четырёх ежедневно. Время в пути 3 часа 27 минут.

## Пригородное сообщение
Пригородные поезда на линии между Москвой и Санкт-Петербургом ходят по следующим маршрутам:
- Москва-Пассажирская (Ленинградский вокзал) — Тверь, при этом временно закрыт единственный пункт первой тарифной зоны (Рижская), а  остальная Москва от Останкино до Ховрино относится ко второй тарифной зоне. На участке от Останкино (а в будущем от Рижской) до Крюкова ходят ещё и поезда МЦД-3, связывающие октябрьское и казанское направления;
- Тверь — Бологое;
- Бологое — Санкт-Петербург (Ласточка, ежедневно);
- Бологое — Окуловка (только по рабочим дням);
- Окуловка — Малая Вишера;
- Малая Вишера — Санкт-Петербург-Главный (Московский вокзал).

На других направлениях: Волховстрой — Бабаево, Бабаево — Череповец (пригородный поезд в ходу только летом по выходным дням), Свирь — Петрозаводск и далее на Мурманск. Прочие направления, такие как Выборгское, Приозерское, Витебское и Лужское завершают свою электрификацию на границе Ленинградской области, то же касается и станции Будогощь.

## Известные аварии
- Крушение поезда «Аврора» (1988)
- Крушение в Подсосенке (1992)
- Авария на Балтийском вокзале г. Санкт-Петербурга (2002)
- Крушение поезда «Невский экспресс» (2007)
- Крушение поезда «Невский экспресс» (2009)